# 電鰻
電鰻是一種以能短暫強力放電而聞名的淡水魚類。體型粗圓而長，最大可長達250公分左右，棲息在南美洲的亞馬遜河及奧里諾科河流域，生性晝伏夜出，以捕食小魚為主。被发现闻名是早在16世纪，西班牙探险者乘马渡过亚马逊河小支流时，数次马腿踩到电鳗被电才发现。
電鰻雖名為“鰻”，但並不是鰻的一種，在生物分類上，電鰻和鯰魚更為接近，皆置於骨鳔总目之下。儘管如此，電鰻不能叫作電鯰，因為電鯰已是存在於非洲的魚類名稱。

## 放電能力
電鰻的放電能力來自於牠特化的肌肉組織所構成的放電體。它的肌肉組織幾乎都能放電，佔其身長的80%以上，有數以千計的放電體。電鰻的頭部是正極，尾部是負極，每個放電體約可製造0.15伏特的電壓，而且當數千個放電體一起全力放電時的電壓便高達600～800伏特，但這種高電壓只能維持非常短暫的時間，而放電能力會隨著疲勞或衰老的程度而減退。電鰻能自由控制要放出什麼程度的電力，一般認為電鰻放出低電力的目的是在警告、試探或偵測。
電鰻之所以能不被自己或同類電到，那是因為電鰻體內的脂肪組織有很好的絕緣作用，而且電鰻本身已很適應微弱的帶電環境。
新物種伏打電鰻（Electrophorus voltai）可輸出最高860伏特的电。

## 經濟利用
電鰻除了利用在科學研究外，也可做為食用魚及觀賞魚。
- 電鳐
- 象鼻魚
- 短身電鰻屬：世界上最強大的強電魚